# Système horaire sur 12 heures

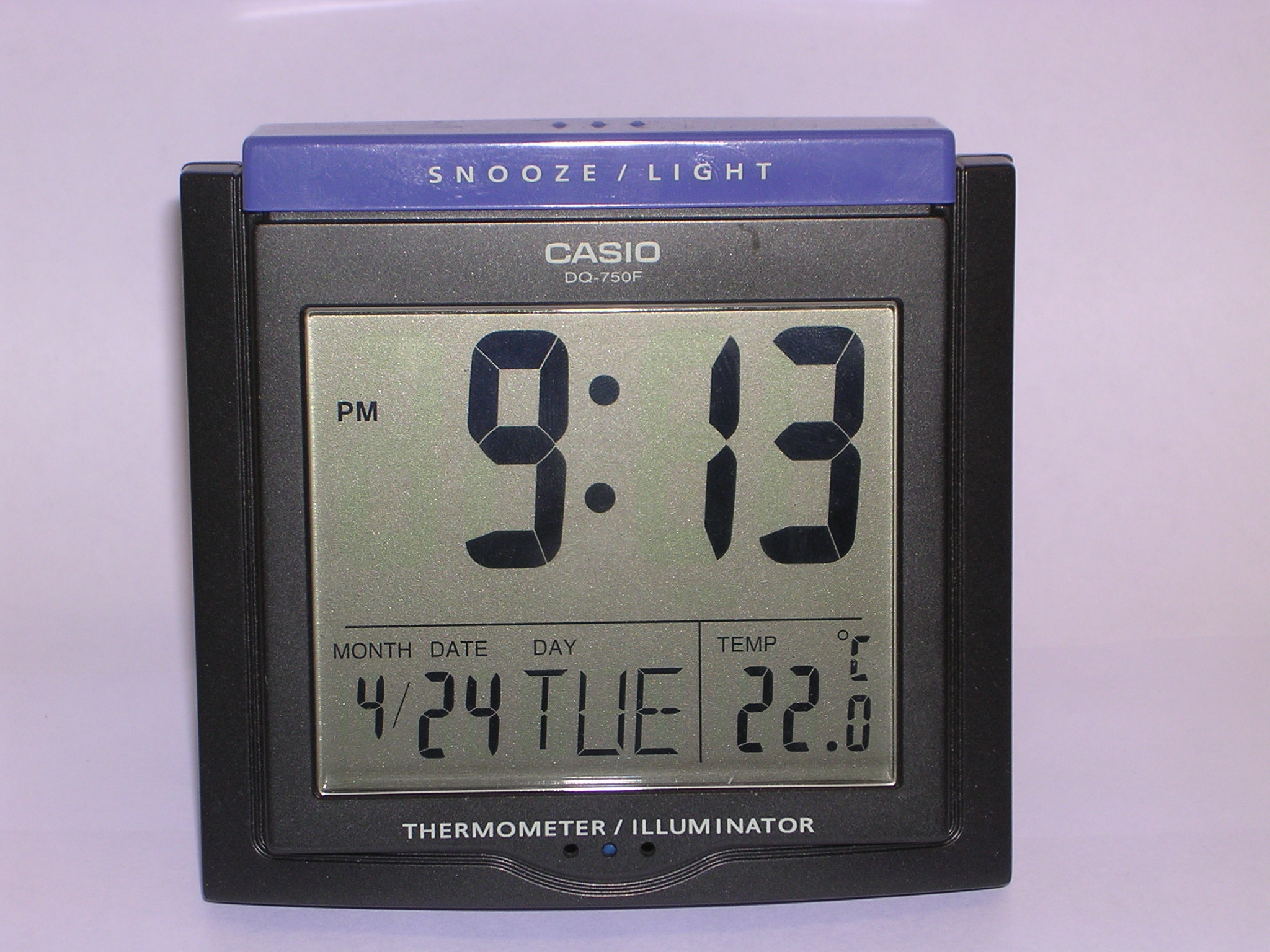
Réveil à affichage numérique sur 12 heures indiquant que 21 heures et 13 minutes se sont écoulées depuis minuit.

Le système horaire sur 12 heures est une convention de mesure du temps dans laquelle le jour est divisé en deux périodes de 12 h chacune, l'une s'achevant à midi et l'autre commençant à cet instant pour s'achever à minuit, début de la première période du jour suivant, le matin commence donc à minuit.

## Notations
Dans ce système horaire, l'heure est notée sous la forme h:mm (par exemple 1:23) où h désigne le nombre d'heures entières écoulées depuis le début de la période, sauf s'il s'agit de la première heure, qui est notée 12. « mm » désigne le nombre de minutes écoulées depuis le début de l'heure. Par exemple, « 12:34 » indique que 34 minutes se sont écoulées depuis minuit ou midi, tandis que « 1:34 » indique qu'une heure et 34 minutes se sont passées.
Les pays anglo-saxons font usage d'abréviations pour différencier chaque période a.m et p.m.

### Ante meridiem
a.m. (ante meridiem, soit avant midi) pour la période de minuit à midi.

### Post meridiem
p.m. (post meridiem, soit après midi) pour la période de midi à minuit.

### Différentes écritures
Cette distinction s'écrit de différentes façons :
- a.m., p.m.
- am, pm
- AM, PM
- AM, PM (petites majuscules)

## Usage

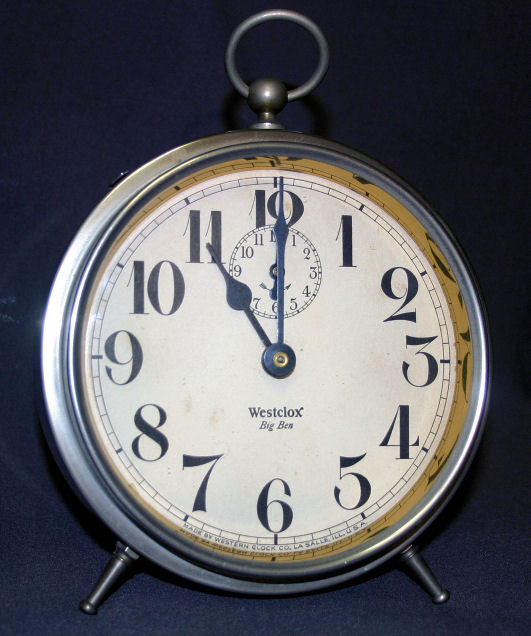
Horloge à aiguilles sur 11 heures.

Le système horaire sur 12 heures est le seul système utilisé pour l'affichage de l'heure sur les horloges, les réveils et les montres à aiguilles, dits analogiques. Il est fréquemment disponible sur les horloges, réveils et montres à affichage numérique. Ce système duodécimal est normalement suffisant, chaque personne sachant s'il fait jour ou nuit
Autrefois populaire en Europe du Nord, il est largement supplanté par le système horaire sur 24 heures, particulièrement à l'écrit, pour deux raisons :

### Besoin de précision
Le système à 12 h revient deux fois par jour. Il est ambigu quand la communication est différée : un temps indiqué sur 12 h dans un message lu après la journée où a lieu l'événement, ou pour l'heure d'un événement futur ne permettra pas de déterminer s'il s'agissait du matin ou de l'après-midi. Quand la précision est nécessaire, il faut donc compléter la communication avec une information temporelle ou un contexte. Il est alors aussi simple d'écrire le temps sur 24 h qui lève cette ambiguïté.

### Besoin de normalisation
L'information pour préciser « matin » ou « après-midi » varie selon les cultures et peut elle-même être ambiguë. Ainsi « AM » est l'abréviation de « ante meridiem » qui signifie « avant midi », mais peut être aussi l'abréviation de « après-midi » en français. Inversement, la mention utilisée dans les pays francophones « de l'après-midi » n'est pas un terme compréhensible par des non francophones. Dans les échanges internationaux, l'affichage sur 24 h lève tous ces obstacles.
Il est de plus concurrencé par la diffusion des affichages numériques sur lesquels il est aussi simple d'afficher le temps sur 12 h que sur 24 h.

### Adoption
Malgré tout, l'affiche sur 12 h est le principal système dans certains pays, soit à l'écrit soit à l'oral, ou les deux.

#### Principal système sur 12h à l'écrit et à l'oral
- Australie
- Bangladesh
- Brésil
- Canada (hors Québec)
- Colombie
- Égypte
- États-Unis
- Grèce - avec la notation π.μ. (προ μεσημβρίας, a.m.) et μ.μ. (μετά μεσημβρίας, p.m.)
- Inde
- Malaisie
- Maroc
- Mexique
- Nouvelle-Zélande
- Pakistan
- Pérou
- Philippines

#### Utilisé avec la notation sur 24 heures à l'oral
- Albanie
- Allemagne
- Argentine
- Belgique
- Bosnie-Herzégovine
- Bulgarie
- Corée du Sud
- Croatie
- France
- Hong Kong
- Hongrie
- Islande
- Indonésie
- Iran
- Irlande
- Japon
- Pays-Bas
- Québec
- République tchèque
- Royaume-Uni
- Serbie
- Singapour
- Slovaquie

### En France
En France, le système à 12 heures a pratiquement disparu de l'écrit mais est encore parfois utilisée à l'oral. Pour différencier le matin de l'après-midi, l'heure est suivie de la mention
- « de l'après-minuit » pour les heures entre 0 h et 6 h.
- « du matin » pour les heures entre 6 h et 12 h.
- « de l'après-midi » pour les heures entre 12 h et 18 h.
- « du soir » pour les heures entre 18 h et 0 h.

#### Exemple de conversation
« — Il est 7 h du matin en ce moment chez nous. À quelle heure arrivez-vous ?
« — Nous arrivons vers 6 h du soir. »
Dans les conversations très informelles, les mentions « du matin » et « de l'après-midi » sont abrégées respectivement en « du mat' » et en « de l'aprèm' » ; par exemple, « — Hier on s'est couché à 7 h du mat' et on s'est levé à 3 h de l'aprèm'. »
Parfois la mention est omise, notamment quand l'interlocuteur perçoit qu'il n'y a pas d’ambiguïté. Ex. : « Tous les jours je quitte l'école à 5 h. » S'agissant d'une activité diurne, la personne parle de 5 h de l'après-midi.

## Correspondance
Le tableau suivant fait correspondre les heures entières dans les systèmes sur 24 et 12 heures :
| 24 heures          | 12 heures       |
| ------------------ | --------------- |
| 00:00 24:00 (rare) | 12:00 AM minuit |
| 01:00              | 1:00 AM         |
| 02:00              | 2:00 AM         |
| 03:00              | 3:00 AM         |
| 04:00              | 4:00 AM         |
| 05:00              | 5:00 AM         |
| 06:00              | 6:00 AM         |
| 07:00              | 7:00 AM         |
| 08:00              | 8:00 AM         |
| 09:00              | 9:00 AM         |
| 10:00              | 10:00 AM        |
| 11:00              | 11:00 AM        |
| 12:00              | 12:00 PM midi   |
| 13:00              | 1:00 PM         |
| 14:00              | 2:00 PM         |
| 15:00              | 3:00 PM         |
| 16:00              | 4:00 PM         |
| 17:00              | 5:00 PM         |
| 18:00              | 6:00 PM         |
| 19:00              | 7:00 PM         |
| 20:00              | 8:00 PM         |
| 21:00              | 9:00 PM         |
| 22:00              | 10:00 PM        |
| 23:00              | 11:00 PM        |

## Confusion entre midi et minuit
| Typographie ou style                   | Minuit Début de la journée | Midi            | Minuit Fin de la journée |
| -------------------------------------- | -------------------------- | --------------- | ------------------------ |
| écrit en 24-heures, ISO 8601           | 00:00                      | 12:00           | 24:00 (déprécié en 2019) |
| montres numériques                     | 12:00 AM                   | 12:00 PM        | inexistant               |
| U.S. Government Printing Office (2000) | midnight                   | 12 a.m. noon    | 12 p.m. midnight         |
| U.S. Government Printing Office (2008) | 12 a.m. 12 midnight        | 12 p.m. 12 noon | 12 midnight              |

Cette convention 12 AM et 12 PM est ambiguëe puisque 1 AM arrive après 12 AM.
Le terme ante meridiem (a.m.) signifie avant  midi et post meridiem (p.m.) après midi ; mais « midi » n'est ni avant ni après lui-même, logiquement les termes a.m. et p.m. ne devraient pas s'appliquer.
Il a été suggéré que « 12 m. » soit utilisé pour indiquer midi, mais ceci est rarement fait et ne résout pas la question de savoir comment indiquer minuit.